# Ibn Idhari
Abu-l-Abbàs Àhmad ibn Muhàmmad ibn Idhari al-Marrakuixí (àrab: أبو العباس أحمد بن عذاري المراكشي, Abū l-ʿAbbās Aḥmad ibn Muḥammad ibn Iḏārī al-Marrākuxī), més conegut simplement com a Ibn Idhari, fou un historiador musulmà del final del segle xiii i primera part del XIV. Va escriure una obra molt important anomenada Al-Bayan al-Múghrib (coneguda com el Bayan) sobre la història del Magreb i l'Àndalus, escrita vers el 1312. Ahmed Siradj (a l'obra esmentada a "referències") l'anomena Abu-Abd-Al·lah Muhàmmad ibn Muhàmmad ibn Idhari.
De la seva vida només se sap que fou cadi de Fes i se sospita que era nadiu d'Al-Àndalus i que va viure a Marràqueix.